# カトリーナ・アンド・ザ・ウェイヴス
カトリーナ・アンド・ザ・ウェイヴス (Katrina and the Waves) は、イギリスのロックバンド。1985年のヒット曲「ウォーキング・オン・サンシャイン」やユーロビジョン・ソング・コンテスト1997優勝曲「ラヴ・シャイン・ア・ライト」で知られる。

## 略歴

### 結成前
このバンドはイングランド・ケンブリッジで 1975年から1977年にかけて活動したザ・ウェーブズが前身の1つで、ギタリストのキンバリー・リューとドラマーのアレックス・クーパーが所属していた。しかし、レコードを出す前に、リューが ソフト・ボーイズというバンドに加わったため、解散した。
もう1つの前身は、1978年に結成されてイングランド・ノーフォークで活動していたポップ・カバー・バンドのママーズ・クッキンで、アメリカ人のカトリーナ・レスカニッチがボーカルとキーボードを担当し、そのボーイフレンドのヴィンス・デ・ラ・クルーズがボーカルとリード・ギターを担当していた。1980年後半には、アレックス・クーパーがドラムス担当として、ボブ・ジャキンスがベース担当として加わった。ママーズ・クッキンは、ハートやフォリナー、リンダ・ロンシュタットやZZトップなどのアメリカのバンドの曲のカバーを専門に2年間ほど活動していた。

### 結成から解散まで
1981年にソフト・ボーイズが解散すると、リューはザ・ウェーブズ時代にパートナーだったクーパーに連絡した。その際、クーパーはリューをママーズ・クッキンへ勧誘し、バンドの名前をザ・ウェーブズに戻した。リューが加わる前までは、バンドのレパートリーはカバー曲しかなかったが、リューがオリジナル曲を書いたことでレスカニッチがそれらの曲を歌うように変わっていった。
ザ・ウェーブズの最初のレコードは1982年のシングル「Nightmare / Hey, War Pig!」で、リューのソロ・アルバム『The Bible of Bop』に収録された。ザ・ウェーブズは、1982年後半にデビューEP『Shock Horror』を発表した。その頃、ジャキンスがバンドを脱退したが、メンバー補充はせず、デ・ラ・クルーズがベース担当に代わり、バンド名をカトリーナ・アンド・ザ・ウェイヴスに変更した。
1983年前半に録音されたLPは、リューが全部の曲を書いていて、うち8曲をレスカニッチが歌っている（残りの2曲はリューが歌っている）。様々なレコード会社にこのLPの売り込みをかけたが、唯一カナダのAttic Recordsのみが反応したため、カトリーナとザ・ウェーブズはイングランドのバンドでありながら、デビューアルバム『ウォーキング・オン・サンシャイン』はカナダでのみ発売されることとなった。このアルバムはタイトル曲のエアプレイヒットもあって、カナダでツアーを行うのに値する充分なヒットとなった。1984年には次のアルバム『カトリーナとザ・ウェーブズ2』を発表した。このアルバムではレスカニッチが全曲のボーカルを務め、リューがメインのソングライターではあったがヒット曲「メキシコ」を含む数曲の作曲をデ・ラ・クルーズも担当している。
1984年には、彼らの曲「ゴーイング・ダウン・トゥ・リヴァプール」は、アメリカのバンド・バングルスにカバーされた。このことは、彼らの経歴を増すことになった。グループは多くのツアーを行い、人気が高まっていった。そして、1985年には世界的なメジャー・レーベルであるキャピトル・レコードと契約した。
1985年にキャピトルから発表した最初のアルバムは、カナダ時代に発表したものから10曲を選抜して再録音したものだった。このアルバム『カトリーナとザ・ウェーブズ』は、非常に大きな商業的な成功を収めた。収録曲「ウォーキング・オン・サンシャイン」は、全米シングルチャートで9位、全英シングルチャートで8位を記録した。そして、グラミー賞の最優秀新人賞にノミネートされたことも、このアルバムの売上を伸ばす一因となった。このアルバムからの2枚目のシングル「ドゥ・ユー・ウォント・クライング」（デ・ラ・クルーズ作曲）も全米シングルチャートで Top40入りするヒットとなった（最高位は37位）。
しかし、次に発表したアルバム『ウェーブズ』は商業的な成功を収めることができなかった。このアルバムの収録曲全10曲のうち、リューが作曲したのはわずか2曲、残りの4曲ずつをデ・ラ・クルーズとレスカニッチが作曲している。後にドラマーのクーパーがインタビューで次のように発言している。「今まで音楽的に貢献していたキンバリーから我々が引き継ぎ始めた。それは間違いだった。キャピトルから出した2枚目のアルバムは酷かった…」
このアルバムは「イズ・ザット・イット?」（全米70位、全英82位）と「サン・ストリート」（全英30位）という小ヒットのシングル曲を含んだが、アルバムの売上が期待を裏切ることとなり、キャピトル・レコードはバンドとの契約を打ち切った。
バンドは1989年に SBKレコードから今までよりロック指向が強いアルバム『ブレイク・オブ・ハート』を発表した。このアルバムにはシングル「ザッツ・ザ・ウェイ」が全米16位を記録するヒットとなったが、他のシングルはチャート入りすることすらできなかった。そしてバンドは再び、契約しているレーベルから契約を打ち切られた。
1990年代、カトリーナとザ・ウェーブズは多くのレコーディングを行い、それらはヨーロッパやカナダでのみ購入可能だった。全米・全英でチャート入りするシングルを発表しなかった。1990年には「朝日のない街」をエリック・バードン（元アニマルズ）と共演し、テレビドラマシリーズ『チャイナ・ビーチ』の主題歌となった。
1990年代後半、グループは再びスポットライトを受けることとなる。それは、イギリスで1997年5月3日に開催されたユーロビジョン・ソング・コンテスト1997で、バンドは「ラヴ・シャイン・ア・ライト」で2位のアイルランド代表から70ポイントも差をつけて優勝した。
「ラヴ・シャイン・ア・ライト」は、イギリスでは大きなヒットとなり、全英シングルチャートで3位を記録した。
彼らの復帰はイギリスで注目を浴びたが、カトリーナ・アンド・ザ・ウェイヴスは「ラヴ・シャイン・ア・ライト」の後に続くヒットを続けることができなかった。バンド内での意見の相違を理由に、1998年にレスカニッチはバンドを脱退した。法的論争が発生し、レスカニッチはバンド名をそのまま使用し続けることを防いだ。バンドは「カトリーナ」に改名するが、結局3人の残りのメンバーは1999年にバンドを解散した。

### 解散後
2005年にハリケーン・カトリーナがアメリカ・メキシコ湾岸を壊滅させたとき、MSNBCのニュース番組では洒落でカトリーナとザ・ウェーブズと報道した。バンドの名前は、多くの見出しやブログ投稿に出現した。そのとき、ニューヨーク・タイムズの記者はカトリーナ・レスカニッチにインタビューを行っている。「新聞を開いたとき、「カトリーナが9人殺害した」というのを見ました。それはショックでした。「ウォーキング・オン・サンシャイン」となればよいのですが。私は悲しみがタイトルに含まれることは嫌いです。その方向を変えるため、自分でしなければなりません。」
2010年に「ウォーキング・オン・サンシャイン」発表25周年として、一連のバックカタログとトラックの再録音されたバージョンが発売された。2010年3月には、キンバリー・リューのソロ曲が、バンドのウェブサイトで無料ダウンロードが可能となった。そして、2010年7月にはカトリーナ・レスカニッチがアルバム『The Live Album』を発表し、このアルバムはロンドンやドイツで録音されたカトリーナとザ・ウェーブズ時代のヒット曲や新曲が収録された。
2011年6月、バンドの曲を選挙活動に使用していたアメリカ大統領候補ミシェル・バックマンに対して、バンドは法的措置をほのめかした。レスカニッチは、彼女の政治観に同意していないので、共和党員がトラックを使用するのを禁止したいと述べた。
2013年7月、スペインのサン・フェルミン祭で演奏するため、グループを再結成した。

## メンバー
- カトリーナ・レスカニッチ - ボーカル、リズムギター
- キンバリー・リュー - リードギター
- ヴィンス・デ・ラ・クルーズ - ベース
- アレックス・クーパー - ドラムス

## ディスコグラフィ

### スタジオ・アルバム
| 年   | アルバム                    | イギリス | アメリカ |
| ---- | --------------------------- | -------- | -------- |
| 1982 | Shock Horror (as The Waves) | —        | —        |
| 1983 | Walking on Sunshine         | —        | —        |
| 1984 | Katrina and the Waves 2     | —        | —        |
| 1985 | Katrina and the Waves       | 28       | 25       |
| 1986 | Waves                       | 70       | 49       |
| 1989 | Break of Hearts             | —        | 122      |
| 1991 | Pet the Tiger               | —        | —        |
| 1993 | Edge of the Land            | —        | —        |
| 1994 | Turnaround                  | —        | —        |
| 1997 | Walk on Water               | —        | —        |

### コンピレーション・アルバム
- Roses (1995) (Canadian release only – compiles tracks from Edge of the Land and Turnaround)
- Katrina and the Waves / Waves (1996)
- Walking on Sunshine – The Greatest Hits of Katrina & the Waves (1997)
- The Original Recordings – 1983–1984 (2003)

### シングル
| 日付 | タイトル                           | イギリス | アメリカ | カナダ | オーストラリア | ニュージーランド |
| ---- | ---------------------------------- | -------- | -------- | ------ | -------------- | ---------------- |
| 1982 | "Nightmare" (as The Waves)         | —        | —        | —      | —              | —                |
| 1982 | "Brown Eyed Son" (as The Waves)    | —        | —        | —      | —              | —                |
| 1983 | "Que Te Quiero"                    | 84       | —        | —      | —              | —                |
| 1984 | "Plastic Man"                      | —        | —        | —      | —              | —                |
| 1985 | "Walking on Sunshine"              | 8        | 9        | 3      | 4              | 20               |
| 1985 | "Red Wine And Whiskey"             | —        | —        | —      | —              | —                |
| 1985 | "Do You Want Crying?"              | 96       | 37       | 29     | 38             | —                |
| 1985 | "Que Te Quiero" (re-recording)     | —        | 71       | —      | —              | —                |
| 1986 | "Is That It?"                      | 82       | 70       | 33     | 82             | —                |
| 1986 | "Sun Street"                       | 22       | —        | —      | —              | —                |
| 1986 | "Lovely Lindsey"                   | —        | —        | —      | —              | —                |
| 1989 | "That's the Way"                   | 84       | 16       | 35     | 72             | 50               |
| 1989 | "Rock 'n Roll Girl"                | 93       | —        | —      | —              | —                |
| 1991 | "Pet The Tiger"                    | —        | —        | —      | —              | —                |
| 1991 | "Tears Of A Woman"                 | —        | —        | —      | —              | —                |
| 1993 | "Edge Of The Land"                 | —        | —        | —      | —              | —                |
| 1993 | "Honey Lamb"                       | —        | —        | —      | —              | —                |
| 1995 | "Turn Around"                      | —        | —        | —      | —              | —                |
| 1995 | "Walking Where The Roses Grow"     | —        | —        | —      | —              | —                |
| 1995 | "The Street Where You Live"        | —        | —        | —      | —              | —                |
| 1996 | "Walking On Sunshine" (re-release) | 53       | —        | —      | —              | —                |
| 1997 | "Love Shine a Light"               | 3        | —        | —      | —              | —                |
| 1997 | "Brown Eyed Son" (re-release)      | —        | —        | —      | —              | —                |
| 1997 | "Walk on Water"                    | —        | —        | —      | —              | —                |